# اسکار شوارتاو
اسکار شوارتاو (انگلیسی: Oscar Schwartau؛ زادهٔ ۱۷ مهٔ ۲۰۰۶) بازیکن فوتبال اهل قلمروی دانمارک است که در حال حاضر برای باشگاه فوتبال بروندبی بازی می‌کند. 
از باشگاه‌هایی که در آن بازی کرده است می‌توان به باشگاه فوتبال بروندبی اشاره کرد.
وی همچنین در تیم‌های ملی فوتبال زیر ۱۷ سال دانمارک و زیر ۱۸ سال دانمارک بازی کرده است.